# Мариногорка
Мариного́рка (каз. Мариногорка) — село у складі Самарського району Східноказахстанської області Казахстану. Адміністративний центр Мариногорського сільського округу.
Населення — 551 особа (2021; 666 у 2009, 1017 у 1999, 1240 у 1989).
Національний склад станом на 1989 рік:
- росіяни — 50 %
- казахи — 41 %